# Helius (Helius) stenorhynchus
Helius (Helius) stenorhynchus is een tweevleugelige uit de familie steltmuggen (Limoniidae). De soort komt voor in het Oriëntaals gebied.